# 리치마블
리치마블(Richmarble)은 넷마블이 제공하는 온라인 주사위 보드 게임이다.